# ふるさと (戯曲)
『ふるさと』は、1936年（昭和11年）に初演された金子洋文の戯曲である。それを原作とした1937年（昭和12年）製作・公開、伊丹万作脚本・監督による日本の劇映画、トーキー作品は、『故郷』（ふるさと）と改題された。

## 略歴・概要
金子洋文の戯曲は2幕3場、現代を舞台にした新劇である。初演は1936年（昭和11年）9月、東京都千代田区有楽町の有楽座（現在跡地は日比谷シャンテ）において、東宝劇団により行なわれた。演出も金子洋文、装置は島公靖。この公演は「昭和十一年度劇壇の一大収穫」と激賞された。同年10月には、京都宝塚劇場（現在跡地はミーナ京都）でも上演され、その記録が残っている（#構成と配役）。
本戯曲は、1976年（昭和51年）11月1日に発行された『金子洋文作品集 2』（筑摩書房）に収録された。

## 構成と配役
1. 第1幕 - アルプス連峰の麓、町近くの農村にある雑貨を兼ねた居酒屋の内部
  - 妹喜多子 - 夏川静江
  - 御者八兵衛 - 神田三朗
  - 母もと - 藤間房子
  - 加島信四郎 - 片岡右衛門
  - 妹歌子 - 一の宮敦子
  - 兄堅太郎 - 坂東簑助
  - 豊夫彦作 - 中村もしほ
  - お杉 - 高橋豊子
  - 田舎娘 - 梅野粋子
  - 同 - 藤間清江
  - 同 - 徳大寺君枝
2. 第2幕第1場 - 居酒屋の表通り（前幕より一年後）
  - 母もと - 藤間房子
  - 堅太郎 - 坂東簑助
  - 村娘おきち - 橘美枝子
  - 父甚作 - 鶴田重太郎
  - 郵便屋 - 市川寿太郎
  - 村人 - 市川光男
  - 彦作 - 中村もしほ
3. 第2幕第2場 - 居酒屋の内部
  - 堅太郎 - 坂東簑助
  - お杉 - 高橋豊子
  - おもと - 藤間房子
  - 彦作 - 中村もしほ
  - 八兵衛 - 神田三朗
  - 通行人 - 市川美喜造
  - 喜多子 - 夏川静江

## 映画
『故郷』（ふるさと）は、金子洋文の戯曲『ふるさと』を原作とした1937年（昭和12年）製作・公開、伊丹万作脚本・監督による日本の劇映画、トーキー作品である。主役のキャスティングについては、前年に初演された東宝劇団による演劇を踏襲している。東京国立近代美術館フィルムセンターは、本作の上映用プリントとして、オリジナルと同一の完全尺の35mmフィルムを所蔵している。ビデオグラムについては、VHSベースで東宝が「日本映画傑作全集」の1作として発売していた時期があるが、DVDは未発売である。

### スタッフ・作品データ
- 監督・脚色 : 伊丹万作
- 製作者（製作） : 森田信義
- 原作 : 金子洋文
- 撮影 : 三木茂
- 照明 : 上林松太郎
- 録音 : 中大路禎二
- 装置（美術） : 髙橋庚子
- 衣裳 : 橋本忠三郎
- 小道具 : 山本保次郎
- 結髪 : 都賀かつ
- 床山 : 濱田金三
- 監督補助 : 毛利正樹、松村四郎、尾崎橘郎
- 撮影補助 : 荒木秀三郎、直江隆
- 音楽 : ポリドール・レコード
- 現像 : J・O現像所

- 製作 : ゼーオー・スタヂオ
- 上映時間（巻数 / メートル） : 84分（10巻 / 2,294メートル） / 現存版 84分（NFC所蔵[3]）
- フォーマット : 白黒映画 - スタンダードサイズ（1.37:1） - モノラル録音（発声版トーキー）
- 公開日 :  日本 1937年5月1日
- 配給 :  東宝映画
- 初回興行 : 有楽町・日本劇場

### キャスト
- 坂東蓑助 - 堅太郎（和田堅太郎）
- 夏川靜江 - 㐂多子[3]（妹喜多子）
- 藤間房子 - 母（母おとく）
- 舟越復二（船越復二） - 剛（弟剛）
- 丸山定夫 - 彦太郎/彦作（訓導野間彦太郎/父）
- 永井柳太郎 - 八兵衛（人夫八兵衛）
- 三木利夫 - 別離の息子（兄信四郎）
- 五條貴子 - その妹（歌子）
- 山田好良 - 某氏（県会議員某）
- 常盤操子 - その細君（妻）
- 本田龍 - その子
- 髙堂國典[3][4]（深見泰三[2]） - 校長

クレジット外
- 石川冷 - 庄屋[2]
- 沢井三郎 - 村の青年[2]